# Walter Isaacson
Walter Isaacson, FRSA, född 20 maj 1952, är en amerikansk författare och journalist. Han är VD för Aspen Institute, en politiskt obunden pedagogisk och politisk organisation med säte i Washington, D.C. Han har varit ordförande och VD för CNN och redaktör för tidskriften Time. Han har skrivit biografier om Leonardo da Vinci, Steve Jobs, Benjamin Franklin, Albert Einstein och Henry Kissinger.

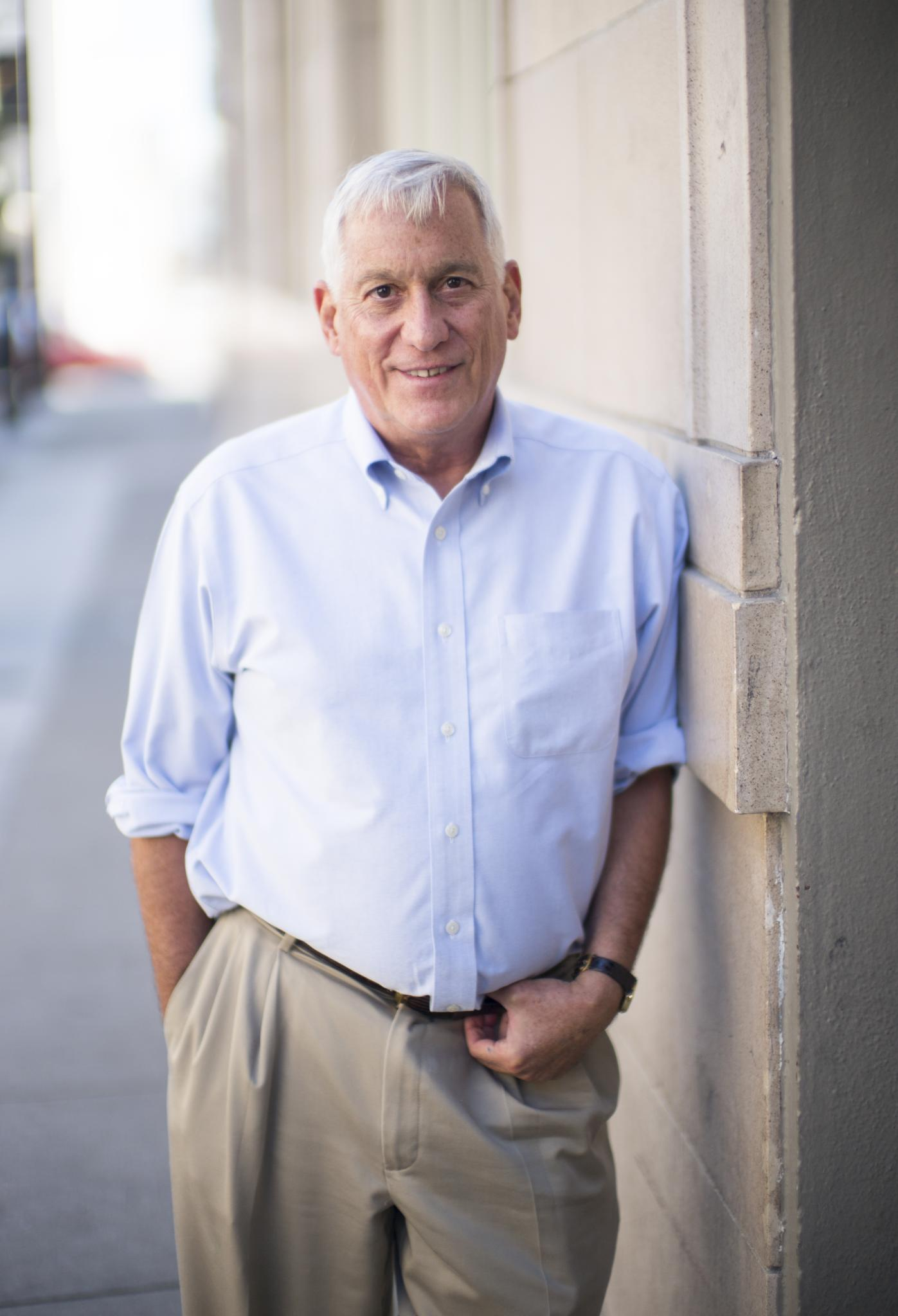
Walter Isaacson, september 2014.